# Morning Musume Sakuragumi
Morning Musume Sakuragumi (モーニング娘.さくら組?   , también romanizado como Morning Musume Sakura Gumi) fue un subgrupo idol, del conglomerado grupo Hello! Project, formado en los años 2000. Su contra parte fue el también subgrupo: Morning Musume Otomegumi. El nombre del grupo deriva de varios términos Sakura "Cerezo", aunque se encuentra asociado a la primavera, se debió también al deseo del productor (Tsunku) hacia las miembros "Florecer, como una flor Hermosa".

## Biografía
En el año 2003, Morning Musume aumentó a quince miembros, por lo que Tsunku, (el productor), tomó la decisión de dividir a las chicas en dos subgrupos, Morning Musume Otomegumi y éste. Ambos con su propia temática, las chicas de "Sakuragumi" vistiendo y cantando de manera tradicional, además de mantener una imagen más tenue y con baladas tranquilas.
Los subgrupos realizaban sus presentaciones en las mismas ciudades, pero en diferentes puntos de estas, Natsumi Abe (de la primera generación) tomó el liderazgo del grupo. La agrupación lanzó entonces su primer sencillo el 18 de septiembre de 2003, el cual fue nombrado "Hare Ame Nochi Suki". El tema alcanzó un éxito considerable, posicionándose en el puesto número 2, en la lista de oricon, meses más tarde el 24 de noviembre del mismo año, realizaron su primera gira llamada "Morning Musume Sakuragumi Hatsukoen: Sakura Saku. Tiempo después se anunció que Natsumi se graduaba de Morning Musume y por ende de "Sakuragumi".

## "Sakura Mankai"
En enero de 2004 Natsumi fue despedida por sus compañeras mediante un concierto en su honor, tras su graduación Mari Yaguchi pasó a ser la nueva líder. Sakuragumi ahora con siete miembros continuó entonces su gira al mismo tiempo que lanzó su segundo y último sencillo nombrado: "Sakura Mankai", liberado el 25 de febrero de 2004. Posicionándose nuevamente en el puesto número 2 de la lista de oricon. Tras el éxito, en junio de 2004 se lanzó un DVD de su primer concierto.
Al término de sus giras, tanto sakuragumi como otomegumi volvieron a fusionarse, dejando ambas agrupaciones inactivas. En los años posteriores Mari Yaguchi y Ai Kago abandonaron Morning Musume, posteriormente en 2006 Asami Konno y en 2007 Hitomi Yoshizawa se graduaron del grupo. Sin embargo, en febrero de 2009 se realizó un concierto de graduación a todas las chicas de sakuragumi (a  excepción de Ai Kago que fue despedida de la agencia en 2007), en donde compartieron escenario después de 5 años con el tema "Hare Ame Nochi Suki".
En el otoño de 2009, Ai Takahashi, Risa Niigaki, y Eri Kamei, (miembros originales de sakuragumi), al lado de Aika Mitsui y Linlin, volvieron a interpretar el tema "Sakura Mankai", en un concierto titulado "Morning Musume Tour 2009". 
En 2010, Eri Kamei se graduó del grupo, junto a Linlin y Junjun.
El 30 de septiembre de 2011, Ai Takahashi también se graduó.

## Actualidad
El 18 de mayo de 2012 Risa Niigaki se graduó de Morning Musume junto a Aika Mitsui. Concluyendo de esta manera la salida de todas las miembros que lo conformaron.

## Miembros de Morning Musume SakuraGumi
- Natsumi Abe, (Primera generación/primer líder/graduada el 25 de enero de 2004).
- Ai Kago, (Cuarta generación/graduada el 1 de agosto de 2004).
- Mari Yaguchi, (Segunda generación/ segunda líder/retirada el 14 de abril de 2005).
- Asami Konno, (Quinta generación/graduada el 23 de julio de 2006).
- Hitomi Yoshizawa, (Cuarta generación/graduada el 6 de mayo de 2007).
- Eri Kamei, (Sexta generación/graduada el 15 de diciembre de 2010).
- Ai Takahashi, (Quinta generación/graduada el 30 de septiembre de 2011).
- Risa Niigaki, (Quinta generación/graduada el 18 de mayo de 2012).

## Sencillos
- Hare Ame Nochi Suki♥ (18 de septiembre de 2003)
- Sakura Mankai (25 de febrero de 2004)

## DVD
- 2003~4nen Morning Musume Sakuragumi Hatsukouen ~Sakura Saku~ (lanzamiento: 9 de junio de 2004)